# 中央军委纪律检查委员会办公厅
中央军委纪律检查委员会办公厅，位于北京市，是中央军委纪律检查委员会下属厅，负责处理全军党的纪律检查的日常工作。

## 沿革
1990年6月，中国共产党中央军事委员会纪律检查委员会的办事机关改为中国人民解放军总政治部纪律检查部，列入中国人民解放军总政治部编制，在中国共产党中央军事委员会纪律检查委员会和总政治部的双重领导下负责处理全军党的纪律检查的日常工作。中国人民解放军总政治部纪律检查部也称中国人民解放军监察部。地址为北京市西城区旃壇寺1號。
2016年改革前，中国人民解放军总政治部纪律检查部下设：纪律检查局、行政监察局、案件审理局、中央军委巡视工作领导小组办公室等。
在深化国防和军队改革中，2016年1月，中国人民解放军总政治部撤销，中国人民解放军总政治部纪律检查部随之撤销。在改组成立的中央军委纪律检查委员会中，新设中央军委纪律检查委员会办公厅，作为中央军委纪律检查委员会处理日常工作的部门。

## 历任主任
中国人民解放军总政治部纪律检查部部长
1. 陈为松 少将（1990年6月—1993年7月）
2. 彭　钢 少将（1993年7月—1998年12月）
3. 段达球 少将（1998年12月—2002年7月）
4. 解厚铨 少将（2002年7月—2006年）[6]
5. 蔡继华 少将（2006年3月—2009年）
6. 王秉山 少将（2009年—2012年4月）[7]
7. 刘　滨 少将（2012年4月—2014年12月）[8][9]

| 中央军委纪律检查委员会办公厅主任 | 中央军委纪律检查委员会办公厅副主任 |